# 쇼코칸
쇼코칸 (일본어: 彰考館)은, 일본 에도 시대에 히타치에 소재했던 미토 번에서 번의 '정책사업'이었던 대일본사 편찬을 목적으로 설치한, 일종의 수사국(修史局)이다.

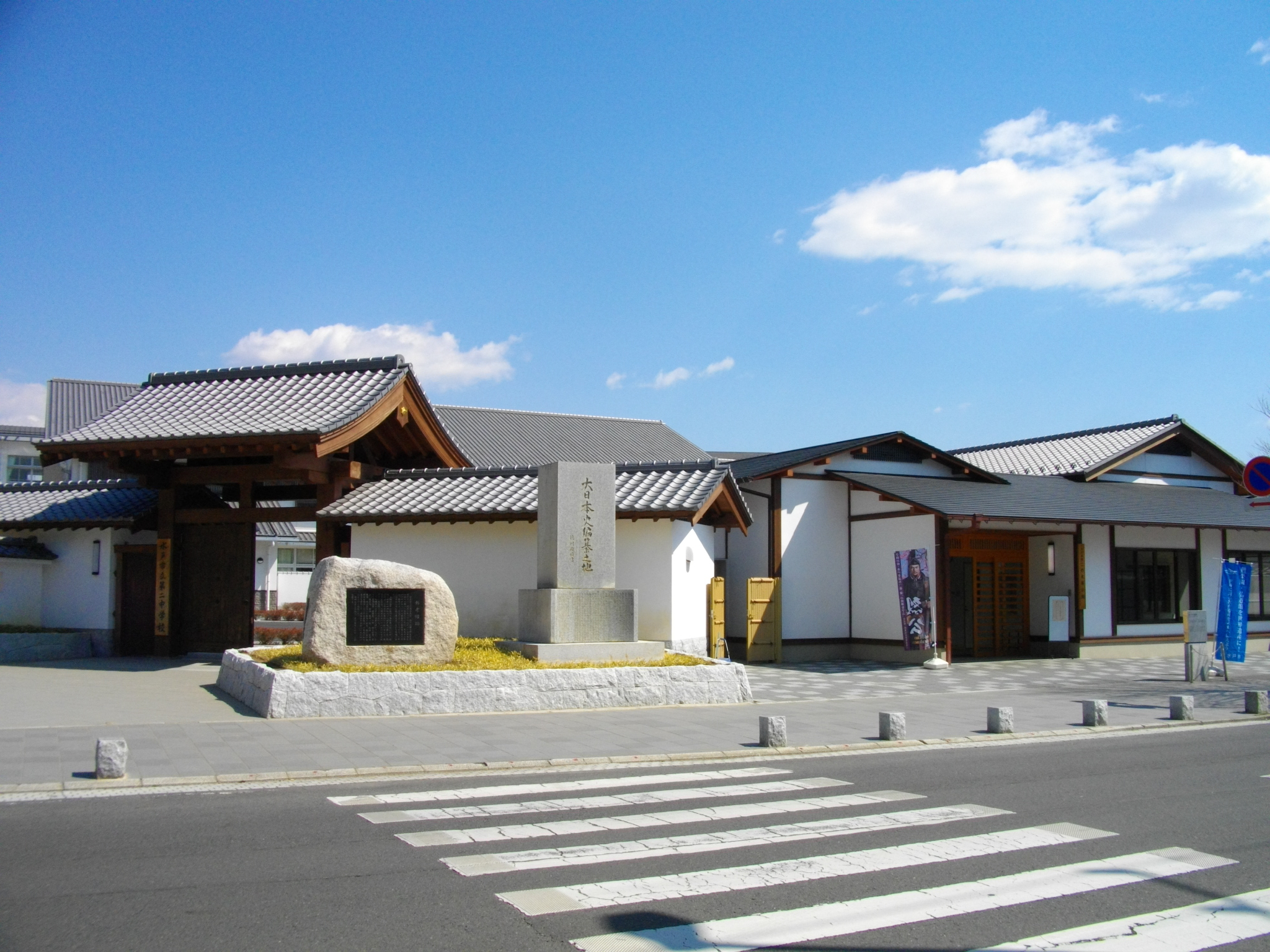
미토 시립제2중학교 앞의 쇼코관 유적 및 대일본사편찬지지비(大日本史編纂之地碑)

## 경위
미토 도쿠가와 가의 세자(世子)였던 도쿠가와 미쓰쿠니는 역사학에 깊은 관심을 가지고 청년 시절부터 수사(修史) 사업을 기획하고 있었다고 한다. 미쓰쿠니는 세자 시절이던 메이레키 3년(1657년)에 에도 고마고메(駒込)의 미토 번 별저 안에 있던 화사소옥어전(火事小屋御殿)에 사국을 개설하고 몇 명의 국원과 문고를 마련해 수사 계획에 임하였으나, 간분 원년(1661년) 아버지 요리후사가 사망하면서 미토 번주로 취임하게 되면서 번정이나 공무에 쫓기는 생활을 하게 되었고, 수사 계획에 착수할 겨를이 없었다. 
이 무렵 에도 바쿠후에서는 본조통감의 편찬 사업이 이루어졌고, 이에 자극을 받은 미쓰쿠니는 간분 12년(1672년) 사국을 에도 고마고메 별저에서 고이시카와의 미토 번저로 옮겨서 이름을 '쇼코칸'이라 명명하였다. 이름으로 쓰인 '창고'(彰考)는 미쓰쿠니 자신이 직접 이름한 것인데, 중국의 고전인 춘추좌씨전에 주석을 달았던 두예의 서문에서 말한 '지나간 일을 살펴서 다가올 일을 고찰한다'(彰往考来)라는 말에서 유래하였다. 사국에는 미쓰쿠니 자신의 휘호가 편액으로 걸려 있었으며, 다섯 가지 조항의 국원들에 대한 마음가짐을 적은 '국원심득'(局員心得)도 적혀 있었다.
사관원(史館員) 즉 쇼코칸 소속의 인원은 일본 전국 각지에 파견되어 사료 조사를 실시했으며, 수사 편찬 외에도 사료 수집 과정에서 입안된 조정(朝廷) 기록 편찬 등 각종 편찬 사업에도 종사했다. 덧붙여 번주 미쓰쿠니 시절의 사관원들은 미토 번 출신자들보다는 무사 신분으로 발탁된 린케(林家) 학파의 유학자 등 내사자가 중심이었다. 
쇼코칸을 중심으로 이루어진 미토 번의 수사 사업은 덴나(天和) 3년(1683년)에 《신선기전》(新撰紀伝) 104권의 완성을 보게 되었는데, 남조를 정통으로 보는 이념을 굳게 가지고 있었던 번주 미쓰쿠니의 뜻으로 완결 시기가 연장되었고, 나아가 내용의 미비를 바로잡기 위해서 수사 사업은 계속해나갔다. 같은 해에는 새롭게 총재(総裁)를 설치하여 초대 총재로 히토미 보사이(人見懋斎)가 선임되었고, 조쿄(貞享) 원년(1684년)에는 고이시카와 번저 안의 덴진사카우에(天神坂上)에 신관(新館)을 설치했다. 
번주 미쓰쿠니는 겐로쿠(元禄) 3년(1690년)에 번주 자리에서 물러나 은거하여 니시야마 장에서 생활하게 되었다. 만년의 미쓰쿠니는 기전 이외의 각종 편찬 사업들을 중지시키고 교정 작업을 다음 세대에 이월하게 하는 등 편찬 방침을 바꾸게 하고 사관원 인원을 증강시키는 등 사업을 촉진시킨다. 겐로쿠 10년(1697년)에는 본기인 '백왕본기'(百王本紀)가 완성되어, 같은 해 2월에는 열전의 완성을 위해 총재를 비롯한 주요 사관원 인원들을 미토 성 안으로 옮기게 하여 미토쇼코칸을 발족시켰다. 
미토의 쇼코칸은 에도의 쇼코칸과 구별하여 미토 사관(水戸史館), 또는 스이칸(水館)이라고 불렸으며, 에도의 쇼코칸은 고칸(江館)이라고 불렸다. 
미쓰쿠니 사후 수사 사업은 쇼토쿠(正徳) 5년(1715년)에 일단 완료되었고, 번주 쓰나에다의 재정으로 서명은 《대일본사》(쇼토쿠본)로 정해졌다. 이것은 고칸이 주장한 서명으로, 스이칸에서 주장한 《황조신사》(皇朝新史)라는 제목과의 사이에 어느 것을 택할 것인지를 두고 논쟁이 있었다. 쇼토쿠본이 완성된 뒤에도 수사 사업은 계속되어, 교호(享保) 연간에는 아사카 단파쿠(安積澹泊)가 교호본 《대일본사》를 완성시켜, 본기 · 열전에 이어 '지' · '표' 편찬이 현안 사항이 되었으나, 단파쿠 사후 수사 사업은 실질적인 휴지 상태가 되어 버렸다. 
에도 시대 후기인 덴메이 6년에 쇼코칸의 총재가 된 다치하라 쇼켄은 미쓰쿠니 백년기(百年忌)를 맞아 기전의 공식 간행을 기도하였고, 교정 작업이 진행되었다. 그러나 다치하라와 후지타 유코쿠(藤田幽谷) 사이에 편찬 방침을 둘러싸고 대립이 깊어졌으며, 이는 고칸과 스이칸의 당파 싸움으로까지 번졌다(사관 동요). 이 무렵 쇼코칸 사관원은 미토 번 출신자가 늘어났는데, 유명한 사관원으로는 나가쿠보 세키스이(長久保赤水)와 후지타 유코쿠, 다카하시 단시쓰(高橋坦室) 등이 있다.

## 쇼코칸 총재
쇼코칸 관원들의 최고 지위가 총재였다. 창설 당초에는 없었고, 덴나 3년(1683)에 처음 설치되었다. 초대 총재는 히토미 보사이이다. 그 후 관원의 증가와 함께 겐로쿠 연간에는 총재의 수도 늘어나서 교호 초기까지는 4, 5명의 정원을 유지했다. 그러나, 그 후 쇼코칸의 축소와 함께 쇼코칸 총재의 인원은 정해지지 않은 채 총재가 단 한 명도 없는 경우도 있었다. 총재는 임명제였고, 학문적 재능만으로 선정되는 것은 아니었지만, 선정된 인원 면면 모두가 당대의 미토 번을 대표하는 학자들이었다.
쇼코칸 총재의 고쿠타카(石高)는 200석 또는 300석 정도였다. 격식으로서 오오반야쿠(大番役) 또는 고난도야쿠(小納戸役) 직에 상당하고 있었으며, 번사들 가운데서는 중사(中士) 정도에 해당하였다. 초기에는 다른 번으로부터 초빙해 오는 경우가 많아서 미쓰쿠니 시절의 총재 가운데는 아사카 단파쿠만이 유일한 미토 번 출신자였다. 에도 후기가 되면 초빙자는 줄어들고 2대, 3대를 물려가며  사관원을 맡는 사람도 있었지만, 실력으로 무사 신분으로 취급받아 총재까지 승진한 후지타 유코쿠(미토 성 아래의 헌옷 상인의 자제)나 도요타 덴코(구지 군의 마을 촌장의 자제)처럼 1대로 마치는 경우도 있었다. 
총재 일람
- 히토미 보사이　덴나 3년 ～ 겐로쿠 1년
- 요시히로 기쿠탄(吉弘菊潭)　겐로쿠 원년 ～ 겐로쿠 4년
- 삿사 무네키요(佐々宗淳)　겐로쿠 원년 ～ 겐로쿠 9년
- 나카무라 고케이(中村篁渓)　겐로쿠 4년～ 쇼토쿠(正徳) 2년
- 우카이 렌사이(鵜飼錬斎)　겐로쿠 5년 ～ 겐로쿠 6년
- 아사카 단파쿠　겐로쿠 6년 ～ 쇼토쿠 4년
- 오오구지 세쓰란(大串雪瀾)　겐로쿠 9년 ～ 겐로쿠 9년
- 구리야마 센포(栗山潜鋒)　겐로쿠 10년 ～ 호에이(宝永) 3년
- 사카이즈미 지쿠켄(酒泉竹軒)　겐로쿠 12년 ～ 교호(享保) 3년
- 오오이 쇼린(大井松隣)　호에이 4년 ～교호 14년
- 미야케 간란　호에이 7년 ～ 쇼토쿠 원년
- 사지 지쿠키(佐治竹暉)　쇼토쿠 원년 ～ 교호 3년
- 가미시로 가쿠도(神代鶴洞)　쇼토쿠 4년 ～ 교호 13년
- 고이케 도도(小池桃洞)　교호 4년 ～ 교호 10년
- 나카지마 쓰우켄(中島通軒)　교호 11년 ～ 교호 14년
- 우치쿠시 보쿠사이(打越撲斎)　교호 12년 ～ 겐분(元文) 5년
- 요다 지쿠운(依田竹雲)　교호 14년 ～ 엔쿄(延享) 원년
- 마시코 쇼슈(増子滄洲)　겐분(元文) 5년 ～ 간엔(寛延) 원년
- 가와이 기쿠센(河合菊泉)　겐분 5년 ～ 호레키(宝暦) 5년
- 도쿠다 긴코(徳田錦江)　간포(寛保) 2년 ～ 호레키 7년, 메이와(明和) 3년 ～ 메이와 8년
- 나고에 난케이(名越南渓)　엔쿄 2년 ～ 안에이(安永) 4년
- 스즈키 하쿠센(鈴木白泉)　호레키 8년 ～ 간세이(寛政) 5년
- 도미타 초슈(富田長洲)　메이와 원년 ～ 간세이 3년
- 노구치 간코쿠(野口甘谷)　안에이 5년 ～ 안에이 7년
- 오오바 난코(大場南湖)　안에이 7년 ～ 덴메이(天明) 4년
- 다치하라 쇼켄　덴메이 6년 ～ 교와(享和) 3년
- 기쿠치 난슈(菊池南洲)　간세이 10년 ～ 분카(文化) 1년
- 와타나베 기슌(渡辺為春)　분카 3년 ～ 분카 4년
- 다카하시 단시쓰(高橋坦室)　분카 4년 ～ 분세이(文政) 3년
- 후지타 유코쿠　분카 4년 ～ 분세이 9년
- 가와구치 료쿠야(川口緑野)　분카 12년 ～ 분세이 5년, 분세이 10년 ～ 덴포(天保) 1년
- 아오야마 셋사이(青山拙斉)　분세이 6년 ～ 덴포 1년
- 아이자와 세이시사이(会沢正志斎)　덴포 2년 ～ 덴포 10년
- 스기야마 후쿠도(杉山復堂)　덴포 14년 ～ 고카(弘化) 2년
- 도요다 덴코(豊田天功)　안세이(安政) 3년 ～ 겐지(元治) 원년
- 아오야마 하이켄(青山佩弦)　겐지 원년 ～ 게이오(慶応) 원년

## 메이지 이후의 쇼코칸
에도 말기 미토 번의 동란에는 쇼코칸의 사관원들도 많이 말려들었다. 메이지 유신에 의해 쇼코칸도 폐지되지 않겠느냐는 소문도 나돌았지만, 《대일본사》 편찬 사업이 미토 도쿠가와 가의 사업으로서 계속되어, 가라쿠엔(偕楽園)으로 옮겨진 뒤 조직을 축소하면서 계속되었다. 
메이지 시대의 저명한 편수원은 구리타 히로시(栗田寛)이다. 그리고 1906년(메이지 39년) 《대일본사》가 최종 완성되어, 200여 년을 이어온 쇼코칸의 사업도 끝을 맞이하였다.
1907년(메이지 40년), 메이지 천황으로부터 "서적 보존에 도움이 되기를 바란다"며 금 1만 엔을 하사했고, 1909년(메이지 42년)에는 황후로부터도 3천 엔이 하사되었다. 이 하사금으로 1910년(메이지 43년), 쇼코관 소장 사료나 문헌들은 도키와 신사의 기레쓰칸(義烈館) 근처에 수납되어, '쇼코칸 문고'라는 이름으로 보존되었다.
제2차 세계 대전 막바지인 1945년(쇼와 20년) 8월, 연합군에 의한 미토 공습으로 쇼코칸 문고는 불타 버렸고, 소장 사료 대부분이 잿더미가 되었다. 그나마 미리 피난시킨 5분의 1 정도 분량의 사료가 보존되어, 이바라키 현 미토 시 소재 도쿠가와 박물관 경내의 쇼코칸 문고로 계승되었다. 여기에는 번주 미쓰쿠니 자신이 쓴 편액 등도 소장되어 있다. 1967년 재단법인 스이후 명덕회(財団法人水府明徳会, 현 · 공익재단법인 도쿠가와 박물관)가 결성되어 도쿠가와 가로부터 가보와 토지 건물을 기증받았다. 1970년 일본 박물관법에 의해 '쇼코칸'으로 등록되었다.
미토 시립제2중학교 앞의 쇼코칸 옛 터는 2015년 4월 24일에 일본 문화청으로부터 일본 유산 '근세 일본의 교육유산 배우는 마음 · 예절의 본원'(近世日本の教育遺産  学ぶ心・礼節の本源)의 스토리를 구성하는 미토 시내의 문화재의 하나로 선정되는 것이 발표되었다.

## 참고문헌
- 스즈키 에이이치(鈴木暎一) 《후지타 도코》(요시카와 홍문관 <인물총서>, 1998년)
- 스즈키 에이이치 《도쿠가와 미쓰쿠니》(요시카와 홍문관 <인물총서>, 2006년)
- 《미토 시사(水戸市史) 중권(1)》
- 나카타 쇼이치(仲田昭一) 「쇼코칸의 사신과 그 활동」 - 도키와 신사 미토학 강좌
- 다다노 마사히로(但野正弘) 「대일본사의 완성과 그 역사적 의의」 - 도키와 신사 미토학 강좌